# Мастерская «12» Никиты Михалкова
Мастерска́я «12» Ники́ты Михалко́ва (с 1945 по 1987 год — Театр-студия киноактёра, с 1987 по 1990 год — Театрально-киноконцертный комплекс киностудии «Мосфильм», с 1990 по 1992 год — Театр киноактёра ГТПО «Мосфильм», с 1992 по 2019 год — Государственный театр киноактёра, с 2019 по 2024 год — Центр театра и кино на Поварской) — московский государственный драматический театр.
Подчиняется Департаменту культуры города Москвы.
С 1945 по 1957 год и с 1969 года располагается на Поварской улице, д. 33, стр. 1. С 1 июня 2017 года по 27 марта 2025 года здание было закрыто на капитальный ремонт и реконструкцию.
Со 2 февраля по 15 декабря 2018 года спектакли проходили на сцене Дворца культуры имени Горбунова.
С 8 февраля 2019 года по 13 апреля 2025 года показы спектаклей проходили на сцене Учебно-театрального комплекса ГИТИС по адресу: улица Академика Пилюгина, д. 2.
С 7 мая 2025 года показ спектаклей возобновится на Поварской улице, д. 33, стр. 1. Первым представят зрителям спектакль-концерт «Поэзия созидания» по книге Сергея Михалкова «Военные стихи».

## История
История создания восходит к 1940 году, когда в Москве при киностудии «Мосфильм» была создана постоянная труппа, художественным руководителем которой стал режиссёр театра и кино, сценарист, педагог Григорий Рошаль.
В 1945 году получил название «Театр-студия киноактёра».
Театр открылся в 1946 году спектаклем «Бранденбургские ворота» по пьесе Михаила Светлова в постановке Бориса Бабочкина.
Театр должен был стать творческой лабораторией по воспитанию киноактёров и режиссёров, постановка спектаклей рассматривалась как метод предварительной подготовки фильмов. Предназначался для обеспечения работой профессиональных киноактёров в то время, когда они были свободны от съёмок. Это стало особенно актуально в связи с резким сокращением производства фильмов в годы Великой Отечественной войны, в период малокартинья с 1943 по 1953 год.
Первым директором театра был актёр немого кино, кинорежиссёр, сценарист, педагог Григорий Александров, а первым художественным руководителем — режиссёр театра и кино, художник, педагог, теоретик кино Сергей Юткевич.
Спектакль «Молодая гвардия» по роману Александра Фадеева, поставленный Сергеем Герасимовым в 1947 году, послужил основой для одноимённого фильма, вошедшего в золотой фонд отечественного кинематографа.
В репертуар театра входили произведения классической русской и зарубежной драматургии.
В разные годы спектакли ставили Сергей Герасимов, Юлий Райзман, Иван Пырьев, Николай Плотников, Рубен Симонов, Михаил Ромм, Эраст Гарин, Алексей Дикий, Алексей Грипич, Самсон Самсонов, Леонид Галлис, Савва Кулиш, Евгений Симонов, Эдуард Марцевич, Андрей Гончаров, Лев Рудник, Евгений Ташков, Анатолий Эфрос, Евгений Радомысленский и другие режиссёры.
За многолетнюю историю в труппе театра состояло более 700 актёров.
В 1987 году театр-студия киноактёра был реорганизован в Театрально-киноконцертный комплекс киностудии «Мосфильм» в соответствии с Приказом киностудии «Мосфильм» от 9 ноября 1987 г. № 260 «О реорганизации театра-студии киноактёра киностудии „Мосфильм“», а новым художественным руководителем учреждения был назначен Вячеслав Спесивцев.
1 июня 1990 года был создан Театр киноактёра ГТПО «Мосфильм» путём преобразования (выделения) из киностудии «Мосфильм» в соответствии с Приказом киностудии «Мосфильм» от 28 мая 1990 г. № 434 «О преобразовании театрально-киноконцертного комплекса ГТПО „Мосфильм“».
В 1992 году театр был переименован в «Государственный театр киноактёра» в соответствии с Приказом Комитета кинематографии при Правительстве Российской Федерации от 29 мая 1992 года № 41.
31 августа 2019 года было объявлено о переформатировании Государственного театра киноактёра в «Центр театра и кино на Поварской», который планируется открыть в 2021 году.
9 октября 2019 года театр был переименован в «Центр театра и кино на Поварской» (коммерческое обозначение — «Центр театра и кино под руководством Никиты Михалкова») в соответствии с Приказом Департамента культуры города Москвы от 9 октября 2019 года № 756/ОД «Об утверждении Устава Государственного бюджетного учреждения культуры города Москвы „Центр театра и кино на Поварской“».
17 мая 2024 года театр был переименован в «Мастерскую „12“ Никиты Михалкова» в соответствии с Приказом Департамента культуры города Москвы от 17 мая 2024 года № 471/ОД «Об утверждении Устава Государственного бюджетного учреждения культуры города Москвы „Мастерская «12» Никиты Михалкова“».

## Здание

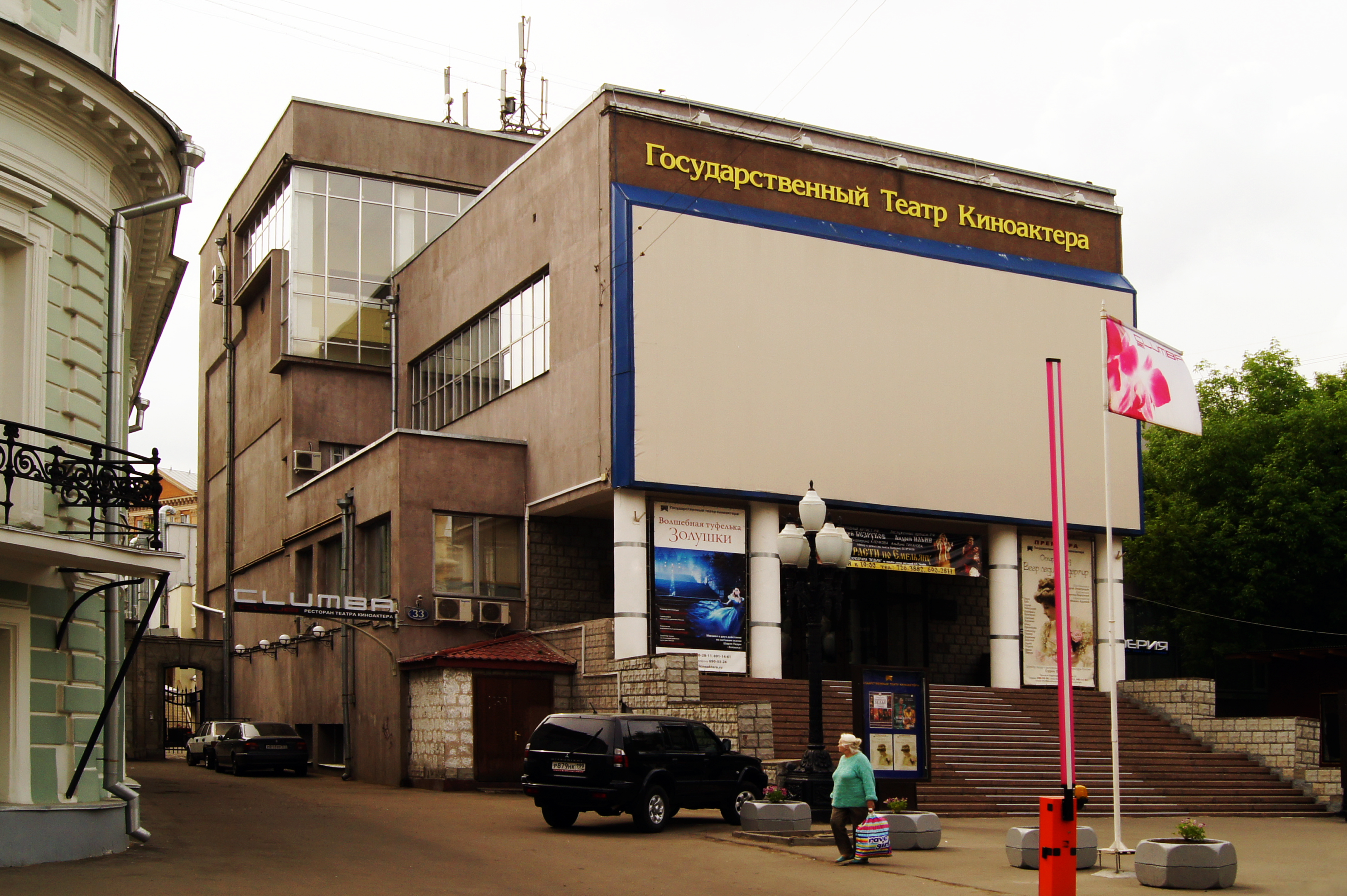

Изначально на месте театра на Поварской улице находилась Христорождественская деревянная церковь, первые упоминания о которой относятся к 1640 году.
В конце XVII века на этом месте был построен каменный пятиглавый Храм Рождества Христова в Кудрине. Впоследствии Храм неоднократно перестраивался и достраивался. Храм был закрыт и снесён в 1931 году, и тогда же на этом месте началось строительство Дома-клуба Общества бывших политкаторжан и ссыльнопоселенцев. Новое здание должно было объединить клуб для встреч политкаторжан и «Музей каторги и ссылки».
Проект здания был заказан известным архитекторам — братьям Леониду, Виктору и Александру Весниным, которые в 20-е годы XX века были одними из лидеров конструктивизма в России.
Проект здания был разработан в лучших традициях конструктивизма: снаружи здание было задумано в виде живописной группы параллелепипедов разной ширины и высоты, соединённых вместе, а основным выразительным приёмом должна была стать динамика глухих плоскостей стен и горизонтальных окон.
Изначально в проекте Дома общества политкаторжан был чётко разделен внутри на две части — клубную и архивно-музейную. Строить здание начали с клуба, а вот музей так и остался на бумаге, построить его не успели.
Над входом с большой лестницей, устроенным со стороны Поварской, нависает параллелепипед Малого зала. Большие окна фойе отражают идею открытости архитектуры и общества. В Большом зрительном зале с балконом и партером спроектирована вместительная сцена с «карманами» — кулисами для артистов и декораций, её коробка — самая высокая часть здания. В фойе две лестницы, одна с тремя прямыми маршами, другая — винтовая, её лестничный блок занимает выступающий справа остеклённый цилиндр. Ещё две лестницы расположены в задней части здания, их объёмы выступают из плоскости стены полуцилиндрами с вертикальными окнами. Строительство было закончено в 1934 году, впоследствии здание вошло в число наиболее известных построек братьев Весниных в Москве и является памятником архитектуры конструктивизма.
Общество политкаторжан не успело воспользоваться зданием, так как 25 июня 1935 года Президиум ЦИК СССР постановил ликвидировать Общество бывших политкаторжан и ссыльнопоселенцев.
В 1936 году в здании разместился кинотеатр, получивший название «Первый». Он просуществовал 10 лет, пока в 1945 году здание не было отдано Театру-студии киноактёра. В 1957 году в здании разместился Дом кино. Воссозданный Театр-студия киноактёра вернулся и располагается в здании с 1969 года.

## Руководство

### Директор
- Игорь Попов (с 3 ноября 2020 года[12])

### Художественный руководитель
- Никита Михалков (с 20 февраля 2017 года[13])

## Труппа
По состоянию на апрель 2025 года в труппе театра состоит 47 артистов.

### Народные артисты РСФСР
- Людмила Зайцева (с 1976)
- Лариса Лужина (с 1964)
- Тамара Сёмина (с 1961)
- Наталья Фатеева (с 1958)

### Народные артисты России
- Александр Пятков (с 1974)
- Валентина Теличкина (с 1969)

### Заслуженные артисты РСФСР
- Наталия Аринбасарова (с 1971)
- Лионелла Стриженова (с 1974)

### Заслуженные артисты России
- Владимир Козелков (с 1969)
- Алиса Признякова (с 2001)
- Татьяна Ташкова (1982—1994, с 2006)
- Михаил Ефремов (с 2025)

### Артисты
- Анна Андрусенко (с 2018)
- Полина Борунова (с 2006)
- Марианна Васильева (с 2018)
- Александр Ведменский (с 2018)
- Юлия Вострилова (с 2021)
- Оксана Гилярова (с 2018)
- Юлия Гревцова (с 2016)
- Данила Дзыгар (с 2023)
- Евгений Дубовской (с 2021)
- Павел Ильин (с 2022)
- Георгий Иобадзе (с 2019)
- Александр Кижаев (с 2017)
- Александра Кижаева (с 2018)
- Владимир Кочетков (с 2018)
- Галина Кузнецова (с 2003)
- Софья Куцерубова (с 2018)
- Татьяна Маляревская (с 2019)
- Людмила Мунирова (с 2018)
- Екатерина Нестерова (с 2019)
- Ольга Озоллапиня (с 2022)
- Георгий Перадзе (с 2018)
- Сергей Радченко (с 2018)
- Тамара Разоренова (с 2003)
- Антон Ромм (с 2022)
- Нара Сабитова (с 2018)
- Эвелина Семерикова (с 2016)
- Игорь Сергеев (с 2018)
- Катя Сергеева (с 2018)
- Виктория Соловьева (с 2018)
- Александра Титова (с 2018)
- Янина Третьякова (с 2021)
- Тина Трухачева (с 2021)
- Александр Фокин (с 2024)
- Сергей Хачатуров (с 2017)
- Владислав Хитрик (с 2023)
- Полина Шустарева (с 2019)

## Спектакли сезона 2024/2025 годов
- 2018 — «Жёны артистов. Цикл „Метаморфозы“» (премьера: 2 февраля 2018, по рассказам Антона Чехова и Ивана Бунина, главный режиссёр — Никита Михалков, режиссёры: Вера Камышникова, Александр Коручеков, Игорь Яцко)[14]
- 2018 — «Воскресение» (премьера: 3 февраля 2018, по мотивам романа Льва Толстого, режиссёр-хореограф — Сергей Землянский)[15]
- 2018 — «Визитные карточки. Цикл „Метаморфозы“» (премьера: 4 ноября 2018, по рассказам Антона Чехова и Ивана Бунина, главный режиссёр — Никита Михалков, режиссёры: Вера Камышникова, Александр Коручеков, Игорь Яцко)[16]
- 2019 — «Мадрид. Цикл „Метаморфозы“» (премьера: 2 июня 2019, по рассказам Антона Чехова и Ивана Бунина, главный режиссёр — Никита Михалков, режиссёры: Вера Камышникова, Александр Коручеков, Роман Лавров, Игорь Яцко)[17]
- 2021 — «12» (премьера: 24 апреля 2021, по пьесе Никиты Михалкова и братьев Пресняковых, режиссёр-постановщик — Никита Михалков)[18]
- 2022 — «Тёмные аллеи. Цикл „Метаморфозы“» (премьера: 29 июня 2022, по рассказам Антона Чехова и Ивана Бунина, главный режиссёр — Никита Михалков, режиссёры: Сергей Землянский, Андрей Левицкий, Михаил Милькис, Мария Шмаевич)[19]
- 2022 — «И Вас с наступающим...» (премьера: 5 октября 2022, автор пьесы и режиссёр — Родион Овчинников)[20]
- 2022 — «Рыжая волшебница» (премьера: 26 ноября 2022, автор пьесы: Анастасия Колесникова, режиссёр-постановщик — Алексей Чернышев)[21]
- 2023 — «Сказка о потерянном времени» (премьера: 1 июня 2023, по мотивам сказки Евгения Шварца, режиссёр — Евгения Шевченко)[22]
- 2024 — «Дон Кихот» (премьера: 16 мая 2024, по роману Мигеля де Сервантеса, режиссёр-постановщик — Алексей Чернышев)[23]
- 2024 — «На дне» (премьера: 13 декабря 2024, по пьесе Максима Горького, режиссёр-постановщик — Роман Мархолиа)[24]

## Спектакли прошлых лет
- 1946 — «Бранденбургские ворота» (премьера: 7 июня 1946, автор: Михаил Светлов, режиссёр: Борис Бабочкин)
- 1947 — «Молодая гвардия» (автор: Александр Фадеев, режиссёр: Сергей Герасимов)
- 1947 — «За тех, кто в море!» (автор: Борис Лавренёв, режиссёр: Николай Плотников)
- 1947 — «Глубокие корни»
- 1947 — «Старые друзья»
- 1947 — «Дети Ванюшина» (автор: Сергей Найдёнов, режиссёр: Николай Плотников)
- 1948 — «Машенька» (автор: Александр Афиногенов, режиссёр: Николай Плотников совместно с К. Плотниковой)
- 1948 — «Остров мира»
- 1948 — «Русский вопрос» («Счастье Гарри Смита»)
- 1948 — «Завтрак у предводителя» (автор: Иван Тургенев, режиссёр: Борис Лифанов)
- 1948 — «Софья Ковалевская»
- 1949 — «Нахлебник» (автор: Иван Тургенев, режиссёр: Борис Лифанов)
- 1949 — «Последние» (автор: Максим Горький, режиссёр: Николай Плотников совместно с К. Плотниковой)
- 1950 — «Дядюшкин сон» (автор: Фёдор Достоевский, режиссёр: Николай Плотников совместно с К. Плотниковой)
- 1950 — «Флаг адмирала» (автор: Александр Штейн, режиссёры: Эраст Гарин и Хеся Локшина)
- 1950 — «Дон Иванович»
- 1950 — «Три солдата» (режиссёры: Юрий Егоров и Юрий Победоносцев)
- 1951 — «Звезда Голливуда» («Большой нож»)
- 1951 — «Там, где не было затемнения»
- 1952 — «Бедность не порок» (автор: Александр Островский, режиссёр: Алексей Дикий)
- 1953 — «Бесприданница» (автор: Александр Островский, режиссёр: Рубен Симонов)
- 1953 — «Раки» (автор: Сергей Михалков, режиссёры: Эраст Гарин и Хеся Локшина)
- 1954 — «Смерть Пазухина» (автор: Михаил Салтыков-Щедрин, режиссёр: Алексей Грипич)
- 1954 — «Попрыгунья» (автор: Антон Чехов, режиссёр: Самсон Самсонов)
- 1956 — «Дядюшкин сон» (автор: Фёдор Достоевский)
- 1956 — «Ах, сердце» (музыка: Никита Богословский)
- 1956 — «Мандат» (автор: Николай Эрдман, режиссёры: Эраст Гарин и Хеся Локшина)
- 1956 — «Обыкновенное чудо» (автор: Евгений Шварц, режиссёры: Эраст Гарин и Хеся Локшина)
- 1957 — «Гедда Габлер» (автор: Генрик Ибсен, режиссёры: Анатолий Эфрос и Б. Малкин)
- 1961 — «Несущий в себе» (автор: Лидия Сухаревская, режиссёры: Эраст Гарин и Хеся Локшина)
- 1963 — «Суровое поле» (автор: Анатолий Калинин)
- 1963 — «Смерть Тарелкина» («Весёлые расплюевские дни») (автор: Александр Сухово-Кобылин, режиссёры: Эраст Гарин и Хеся Локшина)
- 1965 — «Минуты жизни» (автор: И. Пейчев)
- 1965 — «Сквозь ледяную мглу» (по рассказам Зои Воскресенской)
- 1965 — «Вечер пантомим»
- 1966 — «Иван Васильевич» (автор: Михаил Булгаков)
- 1967 — «Восемь женщин» (автор: Робер Тома, режиссёр: Леонид Галлис)
- 1969 — «Таня» (автор: Алексей Арбузов)
- 1969 — «Варвары» (автор: Максим Горький, режиссёр: Д. Вурос)
- 1970 — «Русские люди» («Во имя Родины») (премьера: 19 апреля 1970, автор: Константин Симонов)
- 1970 — «Дурочка» (премьера: 12 ноября 1970, автор: Лопе де Вега, режиссёр: Евгений Радомысленский)
- 1973 — «Гроза» (автор: Александр Островский)
- 1975 — «Милый, странный доктор» (премьера: 3 января 1975)
- 1975 — «Опять премьера!» (премьера: 18 апреля 1975)
- 1976 — «Горе от ума» (премьера: 25 января 1976, автор: Александр Грибоедов, режиссёры: Эраст Гарин и Хеся Локшина)
- 1976 — «Чудо» («Чудо Святого Антония») (премьера: 21 октября 1976, автор: Морис Метерлинк, режиссёр: Савва Кулиш)
- 1977 — «Третье поколение» (премьера: 7 октября 1977)
- 1978 — «Гармония» (премьера: 30 марта 1978)
- 1978 — «Поэт Марина Цветаева» (моноспектакль Елены Муратовой) (автор: Марина Цветаева, режиссёр: Евгений Радомысленский)
- 1978 — «Много лет спустя» (премьера: 8 декабря 1978)
- 1978/1979 — «Комедия ошибок» (автор: Уильям Шекспир, режиссёр: Виктор Стрижев)
- 1981 — «Бабий бунт» (по «Донским рассказам» Михаила Шолохова)
- 1982 — «Здесь, на синей земле…» (моноспектакль Елены Муратовой) (автор: Александр Блок, режиссёр: Евгений Радомысленский)
- 1983 — «Ссуда на брак» (автор: Константин Воинов)
- 1984 — «Без вины виноватые» (автор: Александр Островский, режиссёр: Евгений Симонов)
- 1987 — «Затонувший остров» (премьера: 3 июня 1987, авторы: Марина Цветаева, Борис Пастернак; режиссёр: Евгений Радомысленский)
- 1988 — «Бесы» (автор: Фёдор Достоевский)
- 1990 — «За мёртвыми душами» («Мёртвые души») (пантомима, автор: Николай Гоголь)
- 1991 — «Улица Мандельштама» (по стихотворениям Осипа Мандельштама и воспоминаниям Надежды Мандельштам, режиссёр: Евгений Радомысленский)
- 1991 — «На дне» (автор: Максим Горький, режиссёр: Эдуард Марцевич)
- 2001 — «Корсиканка» (премьера: 13 июня 2001, автор: Иржи Губач, режиссёр: Геннадий Сайфулин)
- 2004 — «Безумный день, или Женитьба Фигаро» (автор: Пьер де Бомарше, режиссёр: Евгений Радомысленский)
- 2004 — «Клочки по закоулочкам» (автор: Григорий Остер, режиссёр: Лилия Муха)
- «Бродвей... Бродвей...» / «Всё о Еве» / «Бродвей... Бродвей, или Любовные страсти звёзд Бродвея» / «Интриги Бродвея» (авторы: Мери Орр, Реджинальд Дэнем; реж. Анатолий Яббаров)
- «Щелкунчик и Мышиный король» (автор: Эрнст Теодор Амадей Гофман, режиссёр: Анатолий Яббаров)
- «История волшебного замка» (по мотивам пьесы Ирины Шамраевой, режиссёр: Лилия Муха)
- «Последний Дон Жуан» (автор: Эдвард Радзинский, режиссёр: Михаил Горевой)
- «Мороз&Ко» (авторы: А. Титова, Николай Бендера; режиссёр: Николай Бендера)
- «Русский шансон» / «На что мне совесть?» / «На дне» (по мотивам пьесы Максима Горького «На дне», режиссёр: Борис Бланк)
- 2005 — «Мера за меру» (автор: Уильям Шекспир, режиссёр: Игорь Яцко)
- 2008 — «Али-Баба и разбойники» (автор: В. Маслов, режиссёр: Анатолий Яббаров)
- 2008 — «Королевство кривых зеркал» (премьера: 25 октября 2008, авторы: Виталий Губарев, А. Успенский, режиссёр: В. Аулов)
- 2009 — «Похищение Элен» (премьера: 11 мая 2009, автор: Луи Вернейль, режиссёр: Николай Бендера)
- 2010 — «Волшебная туфелька Золушки» (автор: Шарль Перро, режиссёр: Роберт Манукян)
- 2010 — «Веер леди Уиндермир» (премьера: 25 апреля 2010, автор: Оскар Уайльд, режиссёр: Сергей Виноградов)
- 2010 — «Чайка. Съёмки фильма в 2-х сериях» (премьера: 9 октября 2010, автор: Антон Чехов, режиссёр: Роберт Манукян)
- 2012 — «Карнавал любви» / «Труффальдино из Бергамо» по пьесе Карло Гольдони «Слуга двух господ» (премьера: 8 марта 2012, режиссёр: Роберт Манукян)
- 2012 — «Карьера Артуро Уи» по пьесе «Карьера Артуро Уи, которой могло не быть» Бертольта Брехта (премьера: 19 октября 2012, режиссёр: Борис Бланк)
- 2012 — «Девушки Битлз» по мотивам пьесы Сергея Волынца The Beatles Babes (премьера: 23 декабря 2012, режиссёр: Дмитрий Грошев)
- 2013 — «Семейная идиллия» (премьера: 8 февраля 2013, автор: Олег Данилов, режиссёр: Дмитрий Астрахан)
- 2013 — «Воспоминание» / «Ты самая лучшая» (премьера: 23 апреля 2013, автор: Алексей Арбузов, режиссёр: Владимир Байчер)
- 2013 — «Сказка про Балду» по мотивам произведений Александра Пушкина (премьера: 8 июня 2013, режиссёр: Владимир Михельсон)
- 2013 — «Маленькие трагедии» (автор: Александр Пушкин, режиссёры: Михаил Полицеймако и Денис Назаренко)
- 2013 — «Безумный день, или Женитьба Фигаро» (премьера: 8 ноября 2013, автор: Пьер де Бомарше, режиссёр: Евгений Радомысленский)
- 2014 — «Паника» по пьесе Мики Мюлюахо «Паника, или Мужчины на грани нервного срыва» (премьера: 1 февраля 2014, режиссёр: Владимир Михельсон)
- 2014 — «Прекрасная жизнь» по пьесам Тонино Гуэрры «Вдова» и «Четвёртый стул» (премьера: 16 марта 2014, режиссёр: Владимир Байчер)
- 2014 — «Хаос, или Женщины на грани нервного срыва» (премьера: 15 мая 2014, автор: Мика Мюллюахо, режиссёр: Йоэл Лехтонен)
- 2014 — «Цилиндр» (премьера: 24 октября 2014, автор: Эдуардо Де Филиппо, режиссёр-постановщик: Сурен Шаумян, режиссёр: Владимир Михельсон)
- 2014 — «Провинциальные анекдоты» (премьера: 13 декабря 2014, автор: Александр Вампилов, режиссёр: Евгений Радомысленский)
- 2015 — «Человечек из часов» по стихотворениям Саши Чёрного (премьера: 4 апреля 2015, режиссёр: Владимир Михельсон)
- 2015 — «Волшебный сон Золушки» по мотивам сказки Шарля Перро (премьера: 5 декабря 2015, либретто: Марина Троянская, режиссёр: Иван Колдаре)
- 2018 — «Укрощение строптивой» (премьера: 4 февраля 2018, автор: Уильям Шекспир, режиссёр: Игорь Яцко)
- 2018 — «Тина» (премьера: 8 февраля 2018, автор: Антон Чехов, режиссёр: Александр Коручеков)
- 2018 — «Лёгкое дыхание. Цикл „Метаморфозы“» (премьера: 10 февраля 2018, по рассказам Антона Чехова и Ивана Бунина, главный режиссёр — Никита Михалков, режиссёры: Сергей Газаров, Александр Коручеков, Игорь Яцко)
- 2018 — «Послание изгнанных. Миражи Серебряного века» (премьера: 13 ноября 2018, по стихотворениям Анны Ахматовой, Константина Бальмонта, Андрея Белого, Александра Блока, Валерия Брюсова, Зинаиды Гиппиус, Николая Гумилёва, Георгия Иванова, Дмитрия Мережковского, Марины Цветаевой; режиссёр-хореограф: Сергей Землянский)
- 2019 — «Сирано де Бержерак» (премьера: 6 марта 2019, по героической комедии Эдмона Ростана, режиссёр-постановщик — Игорь Яцко)
- 2019 — «Метаморфозы IV: Барыня. Суходол» (премьера: 26 апреля 2019, по произведениям Антона Чехова и Ивана Бунина, режиссёр-хореограф — Сергей Землянский)
- 2021 — «Сцены из деревенской жизни» (премьера: 8 декабря 2021, по пьесе Антона Чехова «Дядя Ваня», режиссёр-постановщик — Мария Шмаевич)
- 2022 — «Марья» (премьера: 26 сентября 2022, по рассказам Антона Чехова «Бабы» и «Барыня», режиссёр-хореограф: Сергей Землянский)
- 2023 — «Последняя весна» (премьера: 29 августа 2023, по мотивам повести Валерия Брюсова «Последние страницы из дневника женщины», режиссёр-постановщик — Семён Барков)
- 2023 — «Это всё моё!» (премьера: 27 октября 2023, по мотивам рассказов Юрия Казакова, режиссёр-постановщик — Григорий Артамонов)